# 椿知之
椿 知之（つばき ともゆき、1963年8月 - ）は、日本の歯科医師、歯学博士。東京都出身。
ホワイトニング専門店「ティースアート」創業者。同じく歯科医師である椿丈二は実弟。

## 経歴
1988年、日本歯科大学卒業後、1990年より米国ハーバード大学歯学部留学。審美歯科を学ぶ
1995年、銀座に日本で初めての歯のホワイトニングサロンとして『ティースアート銀座本店』を開業。

## 所属学会
- 日本歯科審美学会　認定医、常任理事[6]
- 日本アンチエイジング歯科学会　認定医、常任理事[7]
- アメリカ審美歯科学会(ASDA) 認定医、フェロー
- アメリカ美容歯科学会（AACD）会員

## 著書
- 2005年『私は白い歯』（アートデイズ）
- 2011年『ホワイトニング＆プリベンション』（クインテッセンス出版）
- 2015年『みんなが知りたいホワイトニングQ&A』（デンタルダイヤモンド社、共著）
- 2017年『矯正歯科とホワイトニング』（東京臨床出版、共著）

## 論文
- 2003年『ホワイトニング2001-ホワイトニングサロンの展開と反応-』
- 2003年『ヘルス&ビューティー』
- 2004年『審美歯科における癒し 癒しの診療 当院における診療コンセプト』
- 2008年『こんな時どうする Q&A ホームホワイトニング時の液漏れを防ぐには』
- 2011年『歯で運勢がわかる「歯相学」』
- 2013年『アンチエイジングにおけるホワイトニングの役割』
- 2015年『みんなが知りたいホワイトニングQ&A』
- 2016年『特集 世代で違う? ホワイトニングのニーズをつかもう!』
- 2018年『ポリリン酸を用いた新しい歯のホワイトニング : 各種ホワイトニングへの応用』
- 2019年『講演論文 ホワイトニング アップデート』